# یابوکا (پانچوو)
یابوکا (به صربی: Jabuka) یک منطقهٔ مسکونی در صربستان است که در City of Pančevo واقع شده‌است. یابوکا ۵۱٫۷۹ کیلومتر مربع مساحت و ۶٬۱۸۱ نفر جمعیت دارد و ۷۹ متر بالاتر از سطح دریا واقع شده‌است.